# Lophotus
Lophotus es un género de peces flecos de la familia Lophotidae. del orden Lampridiformes. Este género marino fue descrito por primera vez en 1809 por Michel-Esprit Giorna.

## Especies
Especies reconocidas:
- Lophotus capellei Temminck & Schlegel, 1845
- Lophotus guntheri R. M. Johnston, 1883
- Lophotus lacepede Giorna, 1809